# Woal
Woal – cienka, mleczno prześwitująca tkanina o splocie włosowo-wątkowym. Produkowany z bawełny, włókien sztucznych (np. poliestrów lub poliamidów) lub z ich mieszanki. Używana w branży dekoracyjnej (np. w firankach) lub odzieżowej (np. w sukienkach).